# Pa Konate
Pa Momodou Konate, född 25 april 1994, är en svensk fotbollsspelare som spelar för Botev Plovdiv.

## Uppväxt
Konate är född i Malmö och uppväxt på Lorensborg. Hans far kommer från Guinea och hans mor från Gambia.

## Klubbkarriär

### Malmö FF
Konate har spelat hela sin juniorkarriär för moderklubben Malmö FF. Den 23 november 2012 blev han uppflyttad i A-laget och skrev på ett lärlingskontrakt. Konate gjorde sin Allsvenska debut för Malmö FF i en bortamatch mot AIK på Friends Arena den 17 april 2013. Han blev inbytt i den 85:e minuten. Konate spelade totalt sex ligamatcher under sin debutsäsong, varav de flesta var som inhoppare för Ricardinho.

### Östers IF
Inför säsongen 2014 blev Konate utlånad till nyligen nerflyttade Superettan-klubben Östers IF över säsongen 2014 med en option att återvända till Malmö FF under sommaren 2014. Samtidigt förlängde han sitt kontrakt med Malmö FF på fyra nya år.

### Malmö FF
Till sommaren 2014 valde MFF att återkalla Konate från Östers IF. Konate spelade hela matchen när MFF tog emot och besegrade Salzburg i Playoff till Champions League den 27 augusti 2014.

### GIF Sundsvall
Den 27 februari 2019 värvades Konate av GIF Sundsvall, där han skrev på ett ettårskontrakt. Konate gjorde sitt första mål i Allsvenskan mot just Malmö FF den 28 maj 2019 när Sundsvall förlorade med 2–1. Efter säsongen 2019 lämnade han klubben.

### Jönköpings Södra
Den 15 juli 2020 värvades Konate av Jönköpings Södra, där han skrev på ett halvårskontrakt.

### Botev Plovdiv
I januari 2021 värvades Konate av bulgariska Botev Plovdiv.

## Meriter
SM-guld: 2013, 2014, 2016

## Karriärstatistik
| Klubb              | Säsong             | Liga    | Liga | Cup     | Cup | Kontinentalt | Kontinentalt | Totalt  | Totalt |
| Klubb              | Säsong             | Matcher | Mål  | Matcher | Mål | Matcher      | Mål          | Matcher | Mål    |
| ------------------ | ------------------ | ------- | ---- | ------- | --- | ------------ | ------------ | ------- | ------ |
| Malmö FF           | 2013               | 6       | 0    | 1       | 0   | 0            | 0            | 7       | 0      |
| Malmö FF           | Totalt             | 6       | 0    | 1       | 0   | 0            | 0            | 7       | 0      |
| Östers IF          | 2014               | 15      | 0    | 3       | 0   | 0            | 0            | 18      | 0      |
| Östers IF          | Totalt             | 15      | 0    | 3       | 0   | 0            | 0            | 18      | 0      |
| Malmö FF           | 2014               | 11      | 0    | 1       | 0   | 4            | 0            | 16      | 0      |
| Malmö FF           | 2015               | 10      | 0    | 1       | 0   | 3            | 0            | 14      | 0      |
| Malmö FF           | 2016               | 22      | 0    | 2       | 0   | 0            | 0            | 24      | 0      |
| Malmö FF           | 2017               | 7       | 0    | 0       | 0   | 2            | 0            | 9       | 0      |
| Malmö FF           | Totalt             | 56      | 0    | 5       | 0   | 9            | 0            | 70      | 0      |
| Totalt i karriären | Totalt i karriären | 71      | 0    | 8       | 0   | 9            | 0            | 88      | 0      |